# Sunny Bay (stacja MTR)
Sunny Bay (chiński: 欣澳) – jedna ze stacji MTR, systemu szybkiej kolei w Hongkongu, na Tung Chung Line i Disneyland Resort Line. Została otwarta 1 czerwca 2005. 
Znajduje się w Yam O, w dzielnicy Tsuen Wan, na wyspie Lantau.